# CH Las Palmas
Le Club Hielo de Las Palmas est un club de hockey sur glace espagnol basé à Las Palmas de Gran Canaria, dans la Communauté autonome des Canaries.

## Histoire
Profitant du développement du hockey sur glace en Espagne durant les années 1970, le club de Las Palmas se crée en 1975.
Pour leur première saison, les Canariens vont se contenter d'une équipe junior. Les résultats sont assez étonnants puisque les débutants des îles terminent en milieu de tableau. Du côté des individualités, Alejandro Molina est désigné comme le Meilleur joueur du Championnat.
L'année suivante, le CH Las Palmas se lance dans le grand bain de la Liga Española. Et là encore, les représentants des îles Canaries étonnent en prenant la 5e place du classement final, devançant des équipes bien plus expérimentées comme le CH Barcelona-Catalunya ou Puigcerdà.
Pour la saison 1977-1978, le club rencontre de graves problèmes de patinoire. Vu le contexte climatique il paraît difficile et onéreux d'entretenir un tel équipement, ce qui va influencer la qualité du jeu des locaux. Le résultat est très décevant puisque Las Palmas termine dernier de la compétition.
Devant les difficultés techniques, financières et culturelles, et l'absence de résultats le club jette l'éponge et cesse ses activités à la fin de la saison 1978-1979.

## Historique
| Saison    | Championnat | Coupe d'Espagne | Coupe d'Europe |
| --------- | ----------- | --------------- | -------------- |
| 1976-1977 | 5e          | ?               | -              |
| 1977-1978 | 8e          | ?               | -              |
| 1978-1979 | ?           | ?               | -              |